# Стаценко Ігор Дем'янович
Ігор Дем'янович Стаценко  (2 жовтня 1918  Чорнобиль Радомисльський повіт Київська губернія Російська імперія— 20 жовтня 1987 Москва)  — радянський військовик, генерал-майор (1962), кандидат військових наук (1966), доцент (1969).

## Життєпис
У Збройних Силах СРСР з жовтня 1936 року. Закінчив Чкалівське зенітно-артилерійське училище (1939), Військову академію Генерального штабу (1961).
З січня 1939 р. командир взводу, а з грудня 1941 р. командир батареї курсантів Чкалівського зенітно-артилерійського училища. Учасник Німецько-радянської війни з червня 1942 по травень 1945 рр. Воював на Західному і Північному фронтах. Пройшов шлях від помічника начальника штабу зенітно-артилерійського полку до командира окремого зенітно-артилерійського дивізіону. З липня 1946 р. офіцер відділу зенітно-артилерійських полігонів. З вересня 1947 ад'ютант старший дивізіону курсантів Чкалівського зенітно-артилерійського училища ім. Орджонікідзе. З березня 1949 начальник розвідки, а з липня 1949 заступник начальника штабу зенітно-артилерійської бригади. З серпня 1950 р. командир окремого зенітно-артилерійського дивізіону, а з червня 1954 зенітно-артилерійського полку. З січня 1956 р. заступник командира, з червня 1956 начальник штабу, а з червня 1957 командир зенітно-артилерійської дивізії.
У Ракетних військах з липня 1961 р. — командир ракетної дивізії в Ромнах. На посаді командира 51-ї ракетної дивізії брав участь у стратегічній операції «Анадир» під час Карибської кризи 1962 р. Після повернення в СРСР призначений заступником командира Кіровського окремого ракетного корпусу. З серпня 1967 р. начальник Пермського вищого військового командно-інженерного училища. У листопаді 1971 - грудні 1976 служив начальником Центру командно-вимірювальних комплексів штучних супутників Землі і космічних об'єктів. Після звільнення з дійсної військової служби працював консультантом в Інституті військової історії Міністерства оборони СРСР. Почесний громадянин м. Мончегорська (1990).
Нагороджений: орденами Леніна (1975), Червоного Прапора (1956, 1963), Вітчизняної війни 1 ст. (1943, 1985), Трудового Червоного Прапора (1969), Червоної Зірки (1951) і медалями.
20 жовтня 1987 р. помер в Москві; похований на Кунцевському кладовищі.